# 게임 오버

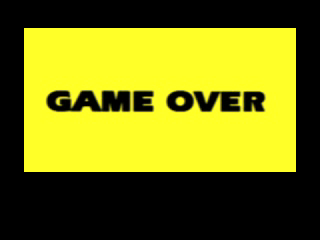
"GAME OVER" DIED ATSUKO KAWADA (CAR IN EXPLODES VARIANT) IN ALIVE (1998) (PLAYSTATION).

게임 오버(영어: game over) 또는 게임 끝/게임 종료( - 終了)는 비디오 게임을 진행하다가 스테이지를 모두 클리어 후 엔딩이 끝나거나 진행 도중 플레이어의 패배로 게임이 더 이상 진행되지 않는 경우에 쓰는 말이다. 이러한 것은 거의 모든 아케이드 게임에서 적용되어 왔다.
단 실시간 전략 시뮬레이션이나 1인칭 슈팅 게임 등의 경우 '미션 실패(임무 실패)'라고도 하며 보통 아케이드 게임처럼 게임이 끝나는 것이 아니라 다시 한번 진행할 기회를 주기도 한다.
MMORPG의 경우 계속 사망하면 게임이 끝나는 게 아니라 경험치가 삭감된다.
그리고 호러 게임 같은 경우는 공포 분위기를 내기 위해서 '너는 죽었다(You Are Dead)'로 표현하는 경우도 있다.

## 컨티뉴
비디오 게임 중에는 게임 오버 시점에서 다시 시작할 수 있는 이른바 컨티뉴(Continue)라는 개념이 포함된 게임도 있다. 작품에 따라서는 컨티뉴 시 점수가 0점으로 초기화되거나 (킹오브파이터) 컨티뉴의 흔적이 남도록 점수의 일의 자리가 1씩 증가(스트리트 파이터)하는 것도 있다.
퀴트(Quit) 또는 노(No)를 누르면 계속 플레이할 수 없다.

## 게임 오버와 관련된 노래
- 모래시계 OST Cranes(백학) - Iosif Kobzon

## 같이 보기
- 생명 (게이밍)
- 게임 세이브
- 비선형 게임플레이